# Élections législatives de 1988 dans le Morbihan
Les élections législatives françaises de 1988 se déroulent les 5 et 12 juin 1988. Dans le département du Morbihan, six députés sont à élire dans le cadre de six circonscriptions.

## Élus
| Circonscription | Député sortant        | Parti                 | Parti                 | Député élu ou réélu   | Parti | Parti     |
| --------------- | --------------------- | --------------------- | --------------------- | --------------------- | ----- | --------- |
| 1re             | Scrutin proportionnel | Scrutin proportionnel | Scrutin proportionnel | Raymond Marcellin     |       | UDF (PR)  |
| 2e              | Scrutin proportionnel | Scrutin proportionnel | Scrutin proportionnel | Aimé Kergueris        |       | UDF (PR)  |
| 3e              | Scrutin proportionnel | Scrutin proportionnel | Scrutin proportionnel | Jean-Charles Cavaillé |       | RPR       |
| 4e              | Scrutin proportionnel | Scrutin proportionnel | Scrutin proportionnel | Loïc Bouvard          |       | UDF (CDS) |
| 5e              | Scrutin proportionnel | Scrutin proportionnel | Scrutin proportionnel | Jean-Yves Le Drian    |       | PS        |
| 6e              | Scrutin proportionnel | Scrutin proportionnel | Scrutin proportionnel | Jean Giovannelli      |       | PS        |

## Positionnement des partis
L'UDF et le RPR se présentent unis sous l'étiquette « Union du Rassemblement et du Centre » tandis que les candidats du Parti socialiste se rangent sous la bannière de la « Majorité présidentielle pour la France unie », slogan de la campagne présidentielle de François Mitterrand.

## Résultats

### Résultats à l'échelle du département
| Parti          | Parti                               | Premier tour | Premier tour | Second tour | Second tour | Sièges |
| Parti          | Parti                               | Voix         | %            | Voix        | %           | Sièges |
| -------------- | ----------------------------------- | ------------ | ------------ | ----------- | ----------- | ------ |
|                | Union pour la démocratie française  | 120 612      | 40,02        | 49 195      | 44,80       | 3      |
|                | Rassemblement pour la République    | 28 899       | 9,59         |             |             | 1      |
|                | Divers droite                       | 3 561        | 1,18         | 0           |             |        |
|                | Union du Rassemblement et du Centre | 153 072      | 50,79        | 49 195      | 44,80       | 4      |
|                |                                     |              |              |             |             |        |
|                | Parti socialiste                    | 107 336      | 35,61        | 60 622      | 55,20       | 2      |
|                | La France unie                      | 107 336      | 35,61        | 60 622      | 55,20       | 2      |
|                |                                     |              |              |             |             |        |
|                | Parti communiste français           | 21 902       | 7,27         |             |             | 0      |
|                | Front national                      | 19 081       | 6,33         | 0           |             |        |
|                |                                     |              |              |             |             |        |
| Inscrits       | Inscrits                            | 443 780      | 100,00       | 154 885     | 100,00      | 6      |
| Abstentions    | Abstentions                         | 135 081      | 30,44        | 42 269      | 27,29       |        |
| Votants        | Votants                             | 308 699      | 69,56        | 112 616     | 72,71       |        |
| Blancs et nuls | Blancs et nuls                      | 7 308        | 2,37         | 2 799       | 2,49        |        |
| Exprimés       | Exprimés                            | 301 391      | 97,63        | 109 817     | 97,51       |        |

### Résultats par circonscription

#### Première circonscription (Vannes)
|                | Raymond Marcellin sortant réélu | UDF (PR) (URC) | 26 917 | 58,01  |  |  |  |
|                | Michel Olivier                  | PS             | 14 568 | 31,4   |  |  |  |
|                | Patrick Magnien                 | FN             | 3 322  | 7,16   |  |  |  |
|                | Pierre Joubin                   | PCF            | 1 590  | 3,43   |  |  |  |
|                |                                 |                |        |        |  |  |  |
| Inscrits       | Inscrits                        | Inscrits       | 71 986 | 100,00 |  |  |  |
| Abstentions    | Abstentions                     | Abstentions    | 22 983 | 31,93  |  |  |  |
| Votants        | Votants                         | Votants        | 49 003 | 68,07  |  |  |  |
| Blancs et nuls | Blancs et nuls                  | Blancs et nuls | 2 606  | 5,32   |  |  |  |
| Exprimés       | Exprimés                        | Exprimés       | 46 397 | 94,68  |  |  |  |

#### Deuxième circonscription (Auray)
|                | Aimé Kergueris sortant réélu | UDF (PR) (URC) | 25 614 | 54,08  |  |  |  |
|                | Jean-Claude Guiziou          | PS             | 14 544 | 30,71  |  |  |  |
|                | Yann Cadoret                 | FN             | 4 376  | 9,24   |  |  |  |
|                | Michel Le Scouarnec          | PCF            | 2 827  | 5,97   |  |  |  |
|                |                              |                |        |        |  |  |  |
| Inscrits       | Inscrits                     | Inscrits       | 71 023 | 100,00 |  |  |  |
| Abstentions    | Abstentions                  | Abstentions    | 22 671 | 31,92  |  |  |  |
| Votants        | Votants                      | Votants        | 48 352 | 68,08  |  |  |  |
| Blancs et nuls | Blancs et nuls               | Blancs et nuls | 991    | 2,05   |  |  |  |
| Exprimés       | Exprimés                     | Exprimés       | 47 361 | 97,95  |  |  |  |

#### Troisième circonscription (Pontivy)
|                | Jean-Charles Cavaillé sortant réélu | RPR (URC)      | 28 899 | 57,34  |  |  |  |
|                | Jean-Louis Robert                   | PS             | 16 123 | 31,99  |  |  |  |
|                | Jean-Paul Jarno                     | PCF            | 3 300  | 6,55   |  |  |  |
|                | André Guyomar                       | FN             | 2 081  | 4,13   |  |  |  |
|                |                                     |                |        |        |  |  |  |
| Inscrits       | Inscrits                            | Inscrits       | 69 553 | 100,00 |  |  |  |
| Abstentions    | Abstentions                         | Abstentions    | 18 268 | 26,26  |  |  |  |
| Votants        | Votants                             | Votants        | 51 285 | 73,74  |  |  |  |
| Blancs et nuls | Blancs et nuls                      | Blancs et nuls | 882    | 1,72   |  |  |  |
| Exprimés       | Exprimés                            | Exprimés       | 50 403 | 98,28  |  |  |  |

#### Quatrième circonscription (Ploërmel)
|                | Loïc Bouvard sortant réélu | UDF (CDS) (URC) | 33 862 | 62,88  |  |  |  |
|                | Patrick Badouel            | PS              | 16 111 | 29,91  |  |  |  |
|                | Bertrand Rauscher          | FN              | 2 206  | 4,1    |  |  |  |
|                | Jean Poupart               | PCF             | 1 677  | 3,11   |  |  |  |
|                |                            |                 |        |        |  |  |  |
| Inscrits       | Inscrits                   | Inscrits        | 76 313 | 100,00 |  |  |  |
| Abstentions    | Abstentions                | Abstentions     | 21 611 | 28,32  |  |  |  |
| Votants        | Votants                    | Votants         | 54 702 | 71,68  |  |  |  |
| Blancs et nuls | Blancs et nuls             | Blancs et nuls  | 846    | 1,55   |  |  |  |
| Exprimés       | Exprimés                   | Exprimés        | 53 856 | 98,45  |  |  |  |

#### Cinquième circonscription (Lorient)
| Candidat       | Candidat                         | Parti          | Premier tour | Premier tour | Second tour | Second tour |  |
| Candidat       | Candidat                         | Parti          | Voix         | %            | Voix        | %           |  |
| -------------- | -------------------------------- | -------------- | ------------ | ------------ | ----------- | ----------- |  |
|                | Jean-Yves Le Drian sortant réélu | PS             | 21 441       | 44,59        | 29 316      | 59,12       |  |
|                | Michel Godard                    | UDF (PR) (URC) | 12 156       | 25,28        | 20 274      | 40,88       |  |
|                | Jean Maurice                     | PCF            | 7 153        | 14,87        |             |             |  |
|                | Roger Lozachmeur                 | FN             | 3 777        | 7,85         |             |             |  |
|                | Jacques Bellanger                | diss. UDF      | 3 561        | 7,41         |             |             |  |
|                |                                  |                |              |              |             |             |  |
| Inscrits       | Inscrits                         | Inscrits       | 76 986       | 100,00       | 76 986      | 100,00      |  |
| Abstentions    | Abstentions                      | Abstentions    | 28 015       | 36,39        | 25 692      | 33,37       |  |
| Votants        | Votants                          | Votants        | 48 971       | 63,61        | 51 294      | 66,63       |  |
| Blancs et nuls | Blancs et nuls                   | Blancs et nuls | 883          | 1,8          | 1 704       | 3,32        |  |
| Exprimés       | Exprimés                         | Exprimés       | 48 088       | 98,2         | 49 590      | 96,68       |  |

#### Sixième circonscription (Hennebont)
| Candidat       | Candidat                       | Parti          | Premier tour | Premier tour | Second tour | Second tour |  |
| Candidat       | Candidat                       | Parti          | Voix         | %            | Voix        | %           |  |
| -------------- | ------------------------------ | -------------- | ------------ | ------------ | ----------- | ----------- |  |
|                | Jean Giovannelli sortant réélu | PS             | 24 549       | 44,4         | 31 306      | 51,98       |  |
|                | Pierre-Henri Paillet           | UDF (URC)      | 22 063       | 39,91        | 28 921      | 48,02       |  |
|                | Jean Le Borgne                 | PCF            | 5 355        | 9,69         |             |             |  |
|                | Jacques Branélec               | FN             | 3 319        | 6            |             |             |  |
|                |                                |                |              |              |             |             |  |
| Inscrits       | Inscrits                       | Inscrits       | 77 919       | 100,00       | 77 899      | 100,00      |  |
| Abstentions    | Abstentions                    | Abstentions    | 21 533       | 27,64        | 16 577      | 21,28       |  |
| Votants        | Votants                        | Votants        | 56 386       | 72,36        | 61 322      | 78,72       |  |
| Blancs et nuls | Blancs et nuls                 | Blancs et nuls | 1 100        | 1,95         | 1 095       | 1,79        |  |
| Exprimés       | Exprimés                       | Exprimés       | 55 286       | 98,05        | 60 227      | 98,21       |  |

## Rappel des résultats départementaux des élections de 1986
|                |              |              |             |             |          |          |          |
| 1re (Vannes)   | 55,06 28 788 | 31,51 16 473 | 8,20 4 287  | 2,53 1 323  | 1,04 546 | 0,94 493 | 0,71 373 |
| 2e (Auray)     | 52,32 27 167 | 29,61 15 377 | 10,01 5 197 | 5,28 2 744  | 1,25 649 | 0,82 428 | 0,70 365 |
| 3e (Pontivy)   | 58,36 31 087 | 28,28 15 066 | 5,04 2 685  | 5,73 3 050  | 1,03 548 | 0,91 484 | 0,66 352 |
| 4e (Ploërmel)  | 64,51 36 497 | 25,80 14 600 | 4,38 2 478  | 2,85 1 610  | 1,01 574 | 0,77 435 | 0,68 385 |
| 5e (Lorient)   | 38,49 21 067 | 36,71 20 090 | 8,23 4 505  | 13,74 7 521 | 1,42 778 | 0,80 439 | 0,61 332 |
| 6e (Hennebont) | 44,19 26 549 | 37,59 22 584 | 5,61 3 373  | 9,69 5 822  | 1,30 783 | 0,92 552 | 0,69 417 |